# 宋佩瑜
宋佩瑜（英語：Phoebe Sung Pui-yu），現任財政司副司長政治助理，曾任發展局研究主任。

## 簡歷
加入政府前，曾在大公報任職高級記者，以及任職立法會議員辦事處高級助理。2016至2022年任發展局研究主任，她擁有香港樹仁大學新聞與傳播（榮譽）文學士學位，以及香港中文大學社會學文學碩士學位。